# Olivar (Chile)
Olivar ist eine Gemeinde in der Provinz Cachapoal in der Región del Libertador General Bernardo O’Higgins in Chile. Bei der Volkszählung im Jahr 2017 hatte sie 13.608 Einwohner. Die Gemeinde erstreckt sich über eine Fläche von 44,6 km².
Im Norden verläuft der Fluss	Cachapoal, der ihn von der Gemeinde Rancagua trennt. Olivar ist die kleinste Gemeinde in der Region OʼHiggins.

## Geschichte
Im Jahr 1846 wurden die offiziellen Grenzen der Unterdelegation Olivar festgelegt, die im Departement Caupolicán lag. Diese Grenzen änderten sich 1927 unter der Präsidentschaft von Carlos Ibáñez del Campo, als Provinzen, Departements und Gemeinden geschaffen wurden.
Das heutige Gemeindegebäude befindet sich im nördlichen Teil der Plaza Esmeralda, dem bürgerlichen Zentrum der Gemeinde. Bis 1929 befand sich die Gemeinde in einem großen Haus in der Straße MO Soto. Anschließend wurde es dorthin verlegt, wo sich die heutige öffentliche Bibliothek von Olivar befindet, in der Straße JH Salas 003, neben dem Stadttheater.

## Bevölkerung
Laut der Volkszählung des Nationalen Statistikinstituts von 2002 hatte Olivar 12.335 Einwohner (6244 Männer und 6091 Frauen). Von diesen lebten 7898 (64 %) in städtischen Gebieten und 4437 (36 %) in ländlichen Gebieten. Die Bevölkerung wuchs zwischen den Volkszählungen 1992 und 2002 um 8,9 % (1003 Personen). Im Jahr 2017 zählte man 13.608 Personen.

## Persönlichkeiten
- Roberto González (* 1976), Fußballspieler